# Cráter Sedan

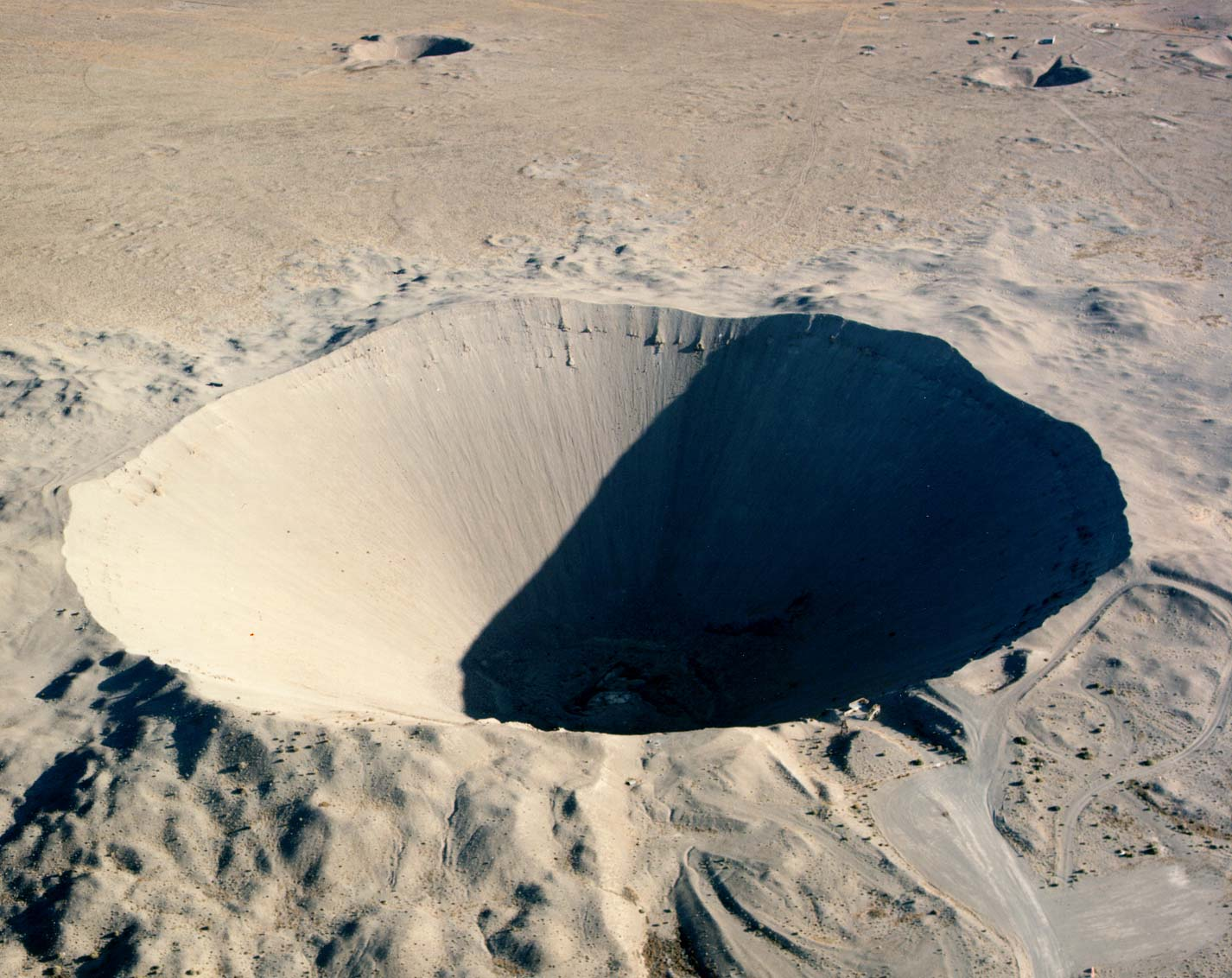
El cráter Sedan.

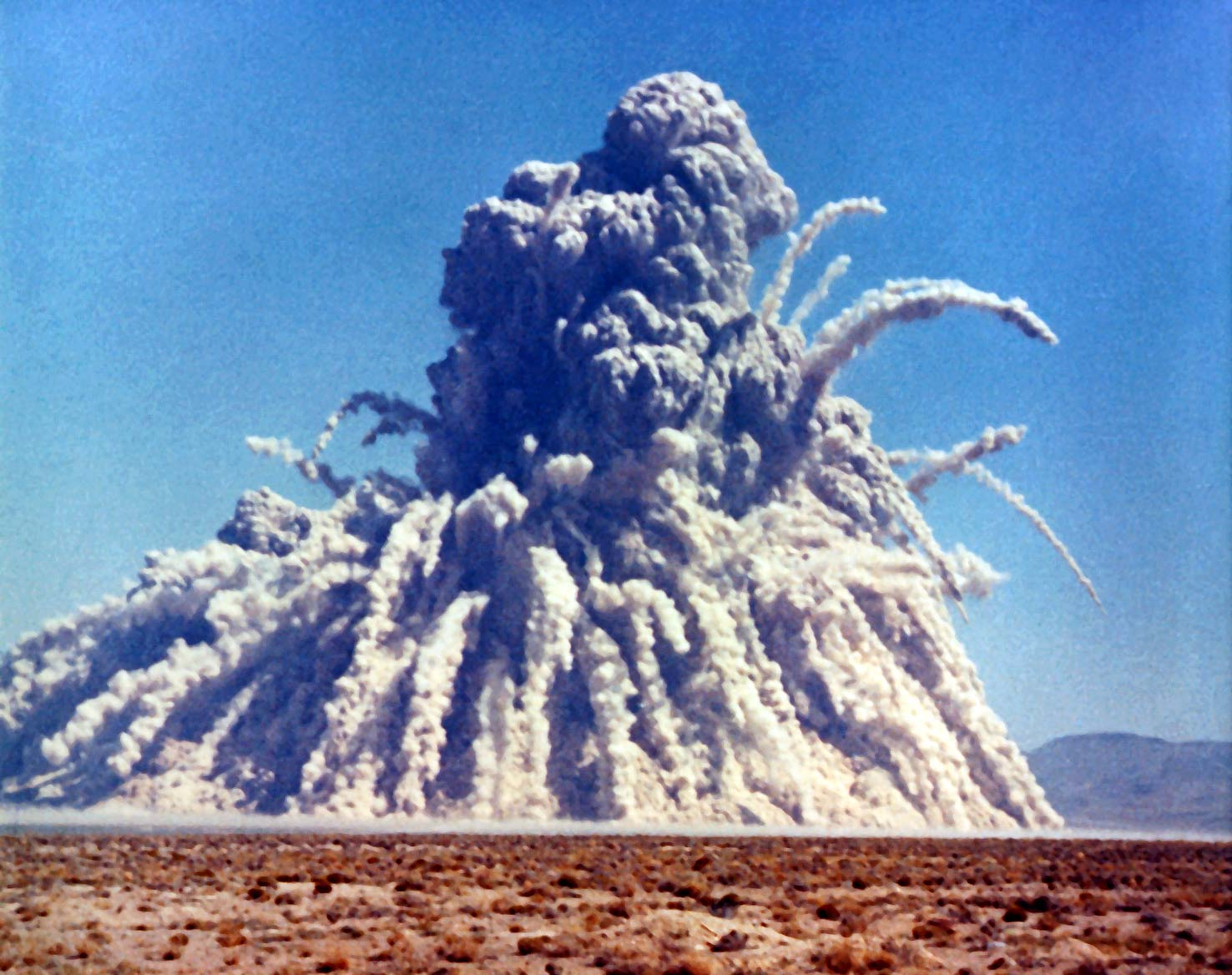
Explosión de la bomba termonuclear Storax Sedan.

El cráter Sedan es el resultado de la prueba nuclear de Sedan y se encuentra en el sitio de pruebas nucleares de Nevada.
El cráter fue incluido en el Registro Nacional de Lugares Históricos el 21 de marzo de 1994.
Este cráter es un objeto hecho por el hombre que se puede ver a simple vista desde la órbita de la Tierra.
El cráter es el resultado del desplazamiento de 12 millones de toneladas (6,5 millones de metros cúbicos) de tierra.
Más de 10 000 visitantes al año visitan el cráter a través de los recorridos gratuitos mensuales ofrecidos por el Departamento de Energía de EE. UU., de la Oficina del Sitio de Nevada, de la Administración Nacional de Seguridad Nuclear de Nevada.

## Historia
El cráter circular (de 390 m de diámetro × 100 m de profundidad), fue creado el 6 de julio de 1962 mediante la explosión de una bomba nuclear de 104 kilotones de TNT (435 terajulios).
Debido a que los cráteres en el NTS tienen características similares a la topografía de los cráteres de la Luna, los astronautas del Apolo 14 visitaron Sedan en noviembre de 1969, antes de su viaje a la Luna.
Los astronautas del Apolo 16 y 17 también se entrenaron en los cráteres de NTS en 1971 y 1972.
El objetivo para el cual se detonó dicha bomba era para demostrar que se podía utilizar armamento nuclear (específicamente bombas nucleares o de equivalencia) con fines pacíficos para por ejemplo crear bahías, golfos, arrecifes, cuencas, etc. Posteriormente se abandonó esta idea debido al peligro de la radiación resultante de la explosión. Cabe mencionar que solo se detonó esta bomba nuclear con este propósito.